# Кухарчук Василь Федорович
Кухарчук Василь Федорович (20 квітня 1966 — 23 квітня 1985) — радянський військовик, учасник афганської війни.

## Життєпис
Народився 20 квітня 1966 року в м. Дубно, Рівненської області. Навчався у ЗОШ № 7 м. Дубно, яку закінчив у 1981 році і отримав неповну середню освіту. З 1981 року по 1983 рік навчався у середньому професійно-технічному училищі № 7 м. Дубно (тепер Дубенський професійний ліцей). Здобув професію «Слюсар по монтажу, експлуатації і ремонту обладнання тваринницьких ферм. Електрик».
У грудні 1983 року пройшов навчання за програмою «Водій категорії „С“» у Козинській автошколі ДТСААФ. 17 січня 1984 був прийнятий на роботу в Дубенський промкомбінат.
Призван до лав Радянської Армії 28 квітня 1984. 18 березня 1985 року вступив на Афганську землю.
Загинув 23 квітня 1985 року.

## Нагороди
- орден Червоної Зірки (посмертно).